# Îles Schouten (Indonésie)
Pour les articles homonymes, voir îles Schouten.
Les îles Schouten, que les Indonésiens appellent Kepulauan Biak ou îles Biak d'après l'île principale, sont un groupe d'îles de l'est de l'Indonésie dans le golfe de Cenderawasih au large de la côte septentrionale de la Nouvelle-Guinée. Elles font partie de la province indonésienne de Papouasie.
Le groupe comprend les îles principales de Biak, Supiori et Numfor, et plusieurs autres îles plus petites. 
Les îles Schouten ont été nommées d'après l'explorateur néerlandais Willem Schouten.

## Source
- (en) Cet article est partiellement ou en totalité issu de l’article de Wikipédia en anglais intitulé « Schouten Islands » (voir la liste des auteurs).